# Archidiecezja Hagåtña

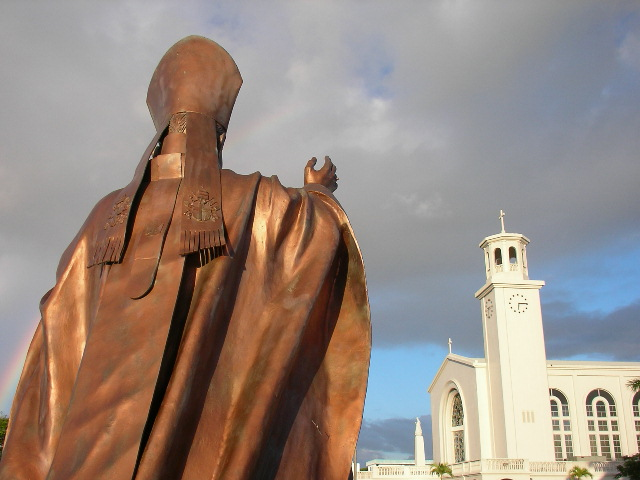
Pominik papieża Jana Pawła II i katedra archidiecezjalna

Archidiecezja Hagåtña (łac. Archidiœcesis Aganiensis)– rzymskokatolicka archidiecezja na wyspie Guam.
Katedrą diecezjalną jest bazylika Dulce Nombre de Maria w Hagåtña.

## Historia
1 marca 1911 powstał wikariat apostolski Guam, zamieniony 14 października 1965 w diecezję Hagåtña.
8 marca 1984 decyzją papieża Jana Pawła II diecezja Hagåtña została podniesiona do rangi archidiecezji.

## Ordynariusze
- Francisco Xavier Ricardo Vilá y Mateu OFMCap (1911–1913)
- Agustín José Bernaus y Serra OFMCap (1913)
- Felipe Joaquín Oláiz y Zabalza OFMCap (1914–1933)
- León Angel Olano y Urteaga OFMCap (1934–1945)
- Apollinaris William Baumgartner OFMCap (1945–1970)
- Felixberto Camacho Flores (1971–1985)
- Anthony Sablan Apuron OFMCap (1986–2018)
  - Savio Hon Tai-Fai administrator apostolski sede plena (2016)
  - Michael Byrnes arcybiskup koadiutor (2016–2019)
- Michael Byrnes (2019–2023)
  - Romeo Convocar administrator apostolski sede vacante (2023–2024)
- Ryan Jimenez (2024–nadal)